# Philonicus albospinosus
Philonicus albospinosus là một loài ruồi trong họ Asilidae. Philonicus albospinosus được Bellardi miêu tả năm 1861.